# Proof That the Youth Are Revolting
Proof That the Youth Are Revolting é o primeiro álbum gravado ao vivo pela banda Five Iron Frenzy, lançado em Novembro de 1999.
O álbum foi gravado em onze concertos durante 1998 e 1999, incluindo no Festival de Cornerstone de 1999.

## Faixas
1. "Introduction" – 0:54
2. "One Girl Army" – 3:38
3. "Oh, Canada" – 3:02
4. "A Flowery Song" – 4:10
5. "Handbook For the Sellout" – 4:05
6. "Receive Him" – 0:20
7. "All That Is Good" – 3:21
8. "Dandelions" – 3:20
9. "Suckerpunch" – 4:04
10. "It's Not Unusual" – 2:12
11. "Anthem" – 3:27
12. "New Hope" – 3:45
  - Termina com a faixa "Kingdom of the Dinosaurs"
13. "Arnold, Willis & Mr. Drummond" – 2:30
14. "Ugly Day" – 4:39
15. "Where Zero Meets 15" – 4:48
16. "Superpowers" – 3:46
17. "Blue Comb '78" – 4:02
18. "Every New Day" – 4:58
  - "Messups" (Faixa escondida)